# العلاقات الهايتية الميكرونيسية
العلاقات الهايتية الميكرونيسية هي العلاقات الثنائية التي تجمع بين هايتي وولايات ميكرونيسيا المتحدة.

## مقارنة بين البلدين
هذه مقارنة عامة ومرجعية للدولتين:
| وجه المقارنة                                              | هايتي                                | ولايات ميكرونيسيا المتحدة |
| --------------------------------------------------------- | ------------------------------------ | ------------------------- |
| المساحة (كم2)                                             | 27.75 ألف                            | 702                       |
| عدد السكان (نسمة)                                         | 10.98 مليون                          | 105.54 ألف                |
| الكثافة السكانية (ن./كم²)                                 | 395.68                               | 15.03 ألف                 |
| العاصمة                                                   | بورت أو برانس                        | باليكير                   |
| اللغة الرسمية                                             | لغة فرنسية، اللغة الكريولية الهايتية | لغة إنجليزية              |
| العملة                                                    | جوردة هايتية                         | دولار أمريكي              |
| الناتج المحلي الإجمالي (بليون دولار)                      | 8.41 مليار                           | 336.43 مليون              |
| الناتج المحلي الإجمالي (تعادل القوة الشرائية) بليون دولار | 18.82 مليار                          | 365.27 مليون              |
| الناتج المحلي الإجمالي الاسمي للفرد دولار أمريكي          | 818                                  | 3.02 ألف                  |
| الناتج المحلي الإجمالي للفرد دولار أمريكي                 | 1.73 ألف                             |                           |
| مؤشر التنمية البشرية                                      | 0.483                                | 0.640                     |
| رمز المكالمات الدولي                                      | +509                                 | +691                      |
| رمز الإنترنت                                              | .ht                                  | .fm                       |
| المنطقة الزمنية                                           | 00                                   |                           |

## منظمات دولية مشتركة
يشترك البلدان في عضوية مجموعة من المنظمات الدولية، منها:
| علم المنظمة | اسم المنظمة                                 | تاريخ انضمام هايتي | تاريخ انضمام ولايات ميكرونيسيا المتحدة |
| ----------- | ------------------------------------------- | ------------------ | -------------------------------------- |
|             | الاتحاد الدولي للاتصالات                    | 10 أكتوبر 1927     | 18 مارس 1993                           |
|             | منظمة حظر الأسلحة الكيميائية                | ?                  | ?                                      |
|             | البنك الدولي للإنشاء والتعمير               | 8 سبتمبر 1953      | 24 يونيو 1993                          |
|             | المركز الدولي لتسوية المنازعات الاستشارية   | 26 نوفمبر 2009     | 24 يوليو 1993                          |
|             | الأمم المتحدة                               | 24 أكتوبر 1945     | 17 سبتمبر 1991                         |
|             | مجموعة دول أفريقيا والكاريبي والمحيط الهادئ | ?                  | ?                                      |
|             | يونسكو                                      | 18 نوفمبر 1946     | 19 أكتوبر 1999                         |
|             | وكالة ضمان الاستثمار متعدد الأطراف          | 11 ديسمبر 1996     | 11 أغسطس 1993                          |
|             | مؤسسة التنمية الدولية                       | 13 يونيو 1961      | 24 يونيو 1993                          |
|             | تحالف الدول الجزرية الصغيرة                 | ?                  | ?                                      |
|             | مؤسسة التمويل الدولية                       | 20 يوليو 1956      | 24 يونيو 1993                          |

## وصلات خارجية
- موقع وزارة الخارجية الهايتية